# Matisia glandifera
Matisia glandifera là một loài thực vật có hoa trong họ Cẩm quỳ. Loài này được Planch. & Triana mô tả khoa học đầu tiên năm 1862.